# Монахове (станція)
Мона́хове — вантажно-пасажирська залізнична станція Донецької дирекції Донецької залізниці. Розташована у с-щі Монахове, Совєтський район Макіївки, Донецької області на лінії Кринична — Вуглегірськ між станціями Кринична (9 км) та Щебенка (7 км).
Через військову агресію Росії на сході Україні транспортне сполучення припинене, водночас керівництво так званих ДНР та ЛНР заявляло про запуск електропоїзда сполученням Луганськ — Ясинувата, що підтверджує сайт Яндекс.